# Campylopus cribrosus
Campylopus cribrosus là một loài rêu trong họ Dicranaceae. Loài này được Brid. mô tả khoa học đầu tiên năm 1819.